# Deep Jewels
Jewels è un'organizzazione di arti marziali miste di proprietà di Marverous Japan Co. Giappone, diretto successore di Smackgirl  specializzata nella MMA femminile.

## Storia
Dopo che la promozione MMA femminile Smackgirl ha affrontato gravi difficoltà finanziarie causate dall'inattesa perdita di importanti sponsor e accordi con reti televisive, un dirigente della società giapponese Archery Inc., Yuichi Ozono, ha costituito la società Marverous Japan e ha acquisito i beni e i diritti precedentemente appartenenti alla società madre di Smackgirl Kilgore. Poiché la reputazione di Smackgirl è stata offuscata da tutti i problemi che ha dovuto affrontare, è stato deciso di ricominciare da capo. Il 9 giugno 2012 è stato annunciato che Jewels ha stretto una partnership strategica con la promozione americana Invicta Fighting Championships per promuovere trasversalmente le migliori lottatrici femminili del mondo sulle rispettive categorie negli Stati Uniti e in Giappone.
Il 25 Maggio 2013 Jewels ha annunciato che avrebbe cessato l'attività come società indipendente, con a capo Yuichi Ozono, che si è dimesso e Shigeru Saeki precedentemente supervisore, è passato alla completa gestione trasferendo i fighter al nuovo marchio Deep Jewels, gestito da Deep (arti marziali miste).

## Campionesse attuali
| Divisione   | Limite superiore di peso (in chili) | Campione     | Dal             | Difese |
| ----------- | ----------------------------------- | ------------ | --------------- | ------ |
| Pesi Gallo  | 61                                  | Ji Yeon Kim  | 29 Agosto 2015  | 0      |
| Pesi Paglia | 52                                  | Mizuki Inoue | 9 Agosto 2014   | 0      |
| Pesi Atomo  | 48                                  | Tomo Maesawa | 6 febbraio 2020 |        |

## Divisione pesi MMA
| Nome classe di peso | Limite massimo      | Limite massimo | Categoria    |
| Nome classe di peso | in Chilogrammi (kg) | in Libbre (lb) | Categoria    |
| ------------------- | ------------------- | -------------- | ------------ |
| Pesi atomo          | 48                  | 105.8          | Donna        |
| Pesi paglia         | 52                  | 114.6          | Donna        |
| Pesi mosca          | 57                  | 125.7          | Uomo / Donna |
| Pesi gallo          | 61.5                | 135.6          | Uomo / Donna |
| Pesi piuma          | 65.5                | 144.4          | Uomo / Donna |
| Pesi leggeri        | 70                  | 154.3          | Uomo         |
| Welterweight        | 77                  | 169.8          | Uomo         |
| Pesi medi           | 84                  | 185.2          | Uomo         |
| Pesi mediomassimi   | 93                  | 205.0          | Uomo         |
| Pesi massimi        | 120                 | 264.6          | Uomo         |
| Openweight          | -                   | -              | Uomo / donna |